# Kubánkov
Kubánkov är ett berg i Tjeckien.   Det ligger i regionen Mähren-Schlesien, i den östra delen av landet, 280 km öster om huvudstaden Prag. Toppen på Kubánkov är 658 meter över havet, eller 243 meter över den omgivande terrängen. Bredden vid basen är 6,5 km.
Terrängen runt Kubánkov är platt norrut, men söderut är den kuperad.Runt Kubánkov är det ganska tätbefolkat, med 214 invånare per kvadratkilometer. Närmaste större samhälle är Frýdek-Místek, 8,4 km nordost om Kubánkov. I omgivningarna runt Kubánkov växer i huvudsak blandskog.